# 李幸九
李 幸九（イ・ヘング、朝鮮語: 이행구、1921年9月29日 - 1997年7月9日）は、大韓民国の実業家、政治家。第13代韓国国会議員。

## 経歴
慶應義塾大学中退、成均館大学校行政大学院修了。在日韓国居留民団中央本部副団長、株式会社サミットスーパーストア代表理事、株式会社エッキマホール代表理事などを務めた後、1988年の第13代総選挙では全国区で統一民主党から出馬・当選し、国会財務委員、韓日議員連盟幹事、韓・エクアドル議員協会理事、韓国対外文化協会理事長などを務めた。